# والتر كلارك بوكانان
والتر كلارك بوكانان (بالإنجليزية: Walter Clarke Buchanan)‏ هو فلاح وسياسي نيوزلندي، ولد في 20 يونيو 1838 في المملكة المتحدة، وتوفي في 19 يوليو 1924 في نيوزيلندا. انتخب عضو مجلس النواب النيوزيلندي.